# Garaeus lateritiaria
Garaeus lateritiaria är en fjärilsart som beskrevs av Gustave Arthur Poujade 1895. Garaeus lateritiaria ingår i släktet Garaeus och familjen mätare. Inga underarter finns listade i Catalogue of Life.